# Luigi Giacosi
Luigi Giacosi (* 17. August 1899 in Bagnoregio; † 1975 in Rom) war ein italienischer Filmschaffender.

## Leben
Giacosi war zwischen 1936 und 1965 vor allem als Produktionsleiter und Geschäftsführer für zahlreiche Filme verantwortlich, darunter bedeutende Werke wie La Strada – Das Lied der Straße, und mehrere von Pietro Germi; gelegentlich schrieb er auch Treatments und Drehbücher oder agierte als Schauspieler. 1944 drehte er während der Zeit der Italienischen Sozialrepublik seinen einzigen Film als Regisseur, Scadenza trenta giorni.

## Filmografie (Auswahl)
- 1936: I due sergenti
- 1944: Scadenza trenta giorni (Regie, Drehbuch)
- 1954: Ein Amerikaner in Rom (Un americano a Roma)
- 1965: Aber, aber, meine Herren… (Signore e signori)